# Kendall Brown
Kendall Thomas Brown, né le 11 mai 2003 à Cottage Grove dans le Minnesota, est un joueur américain de basket-ball évoluant au poste d'ailier et mesurant 1,99 m.

## Biographie

### Carrière universitaire
Entre 2021 et 2022, il joue pour les Bears de Baylor.

### Carrière professionnelle

#### Pacers de l'Indiana (2022-2024)
Lors de la draft 2022, il est choisi en 48e position par les Timberwolves du Minnesota puis envoyé aux Pacers de l'Indiana.
En septembre 2022, il signe un contrat two-way avec les Pacers de l'Indiana. En juillet 2023, son contrat two-way est renouvelé. En mars 2024, son contrat two-way est converti en un contrat standard.
En octobre 2024, il est coupé par les Pacers de l'Indiana.

#### Nets de Brooklyn (février 2025)
Fin février 2025, il s'engage avec les Nets de Brooklyn par l'intermédiaire d'un contrat two-way. Il est coupé début mars 2025 sans avoir évolué avec les Nets.

## Statistiques

### Universitaires
| Saison    | Équipe   | Matchs | Titul. | Min./m | % Tir | % 3pts | % LF | Rbds/m. | Pass/m. | Int/m. | Ctr/m. | Pts/m. |
| --------- | -------- | ------ | ------ | ------ | ----- | ------ | ---- | ------- | ------- | ------ | ------ | ------ |
| 2021-2022 | Baylor   | 34     | 34     | 27,0   | 58,4  | 34,1   | 68,9 | 4,90    | 1,90    | 1,00   | 0,40   | 9,70   |
| Carrière  | Carrière | 34     | 34     | 27,0   | 58,4  | 34,1   | 68,9 | 4,90    | 1,90    | 1,00   | 0,40   | 9,70   |

## Palmarès
- Big 12 All-Freshman Team (2022)
- McDonald's All-American (2021)
- Jordan Brand Classic (2021)
- Nike Hoop Summit (2021)